# スキップ・スペンス
アレクサンダー・"スキップ"・スペンス（Alexander Lee Spence, Jr、1946年4月18日 - 1999年4月16日）は、カナダ生まれのアメリカ人のシンガーソングライター、ミュージシャンである。
1966年にサイケデリック・ロック・バンドであるモビー・グレープを結成したことで知られる。

## 概要
スペンスは後にクイックシルヴァー・メッセンジャー・サーヴィスを結成したミュージシャン達と活動してギタリストとしてキャリアをスタートさせ、ジェファーソン・エアプレインのデビュー・アルバム『Jefferson Airplane Takes Off』（1966年）ではドラマーを務めた。モビー・グレープを共同で結成して1969年までギターを弾いた。同年、唯一のソロアルバム『Oar』を発表したが、その後音楽業界から大きく身を引いた。
AllMusicのウェブサイトでは「サイケデリアの最も明るい光」と評されている。彼は薬物中毒と精神衛生上の問題に悩まされた。伝記作家は彼を「若くして死ぬことも、出口を見つけるチャンスもなかった」と評している。

## バイオグラフィ

### 生い立ち
アレクサンダー・リー・スペンスは1946年4月18日、カナダのオンタリオ州ウィンザー生まれ。父のアレクサンダー・レット・"ジョック"・スペンス（1914年-1965年）は、機械工、セールスマン、そしてソロのシンガー・ソングライター兼ピアノ奏者としてルート66で活躍した。また第二次世界大戦のカナダ軍爆撃機パイロットとして、殊勲十字章を受章している。
1950年代後半、父アレクサンダーが航空機産業に就職したため、一家はウィンザーからカリフォルニア州サンノゼに移り住んだ。彼は10歳の時に両親から初めてギターをプレゼントされた。

### 1966年–1969年
スペンスは「サイケデリックな60年代サンフランシスコ・ベイエリア・シーンの主要メンバー」と評されている。彼はマーティ・バリンからジェファーソン・エアプレインの2代目ドラマーにスカウトされる前は、アザー・サイドというバンドのギタリストだった（様に見えたらしい）。彼はデビュー・アルバム『Jefferson Airplane Takes Off』（1966年）でドラムを演奏したが、その後予告なしにメキシコで休暇を取って、解雇された。セカンド・アルバム『シュールリアリスティック・ピロー』（1967年）には彼の曲「マイ・ベスト・フレンド」が収録されている。
一時はバッファロー・スプリングフィールドにドラマーとして参加することも考えたが、その後ギタリストに戻り、モビー・グレープを結成した。

1968年、モビー・グレープのセカンド・アルバム『Wow』のレコーディング・セッション中、スペンスはLSDの影響下にありながら、バンドメイトのホテルの部屋のドアを斧で壊そうとした。ニューヨークでのスペンスの悪化と 「斧事件 」について、バンドメイトのジェリー・ミラーは次のように語っている：
ニューヨークでスキッピーは激変した。そこでは、よりハードなドラッグやハードなライフスタイルにのめり込んでいる人たちがいて、とても奇妙なことをやっていたんだ。それで、彼はその人たちと一緒にどこかに行ってしまったんだ。スキッピーはしばらく姿を消した。次に会ったときは、ヒゲを切り落とし、黒いレザージャケットを着て、胸元が垂れ下がっていた。一体何を手に入れたのかわからないが、彼は殴られたんだ。そして次の瞬間、アルバート・ホテルで俺のドアをぶち破ったんだ。受付によると、このおかしな男がドアマンの頭に斧を突きつけていたそうだ。
バンドメイトのピーター・ルイスは、ドン・スティーブンソンもスペンスのターゲットになり、その後何が起こったかを語っている：
プロデューサー（デヴィッド・ルビンソン）が家族と一緒にいたがったので、私たちはニューヨークで（アルバムを）作らなければならなかった。だから私たちは家族と離れて、ニューヨークのホテルの部屋で何カ月も過ごさなければならなかった。結局、僕は辞めてカリフォルニアに戻った。数日後に電話がかかってきた。僕抜きでフィルモア・イーストでギグをやった後、スキッピーが黒人の魔女と一緒に出て行って、アシッドをいっぱい飲まされたんだ。まるでドアーズの映画のシーンのようだった。彼は自分が反キリストだと思ったんだ。ドン（スティーヴンソン）を自分自身から救うために、ホテルの部屋のドアを耐火斧で切り倒して殺そうとしたんだ。彼はCBSビルの52階まで行き、そこで彼らは彼を地面に引きずり降ろさなければならなかった。そしてルビンソンは彼を告発した。彼らは彼をトムズ（ニューヨークの悪名高い刑務所）に連れて行き、そこで彼は『Oar』を書いた。出所後、彼はナッシュビルでアルバムを制作した。それが彼のキャリアの終わりだった。半年間、ソラジンを打ち込まれたんだ。彼らはあいつをゲームから締め出した。
1968年6月、スペンスはニューヨークのベルビュー病院に入院し、半年間の入院中に統合失調症と診断された。退院後、他のミュージシャンの手を借りずに唯一のソロ・アルバム、今では名盤となったサイケデリック／フォーク・アルバム『Oar』（1969年、コロムビア・レコード）をレコーディングした。都市伝説によると、退院した当日、パジャマ姿の彼はバイクで直接ナッシュビルに向かったという。

### 1970年–1999年
1970年代初頭、スペンスはパチューカという3人組のロックバンドを結成し、実験的な活動を行った。その後のモビー・グレープのプロジェクトや再結成にも僅かながら関わり続け、『20 Granite Creek』（1971年）と『Live Grape』（1978年）に参加した。しかしメンバーは彼が自分達と一緒に演奏できるかどうかに関係なく、レコーディングに彼の曲を少なくとも1曲は必ず入れていた。
病状が悪化し、もはやバンドとして機能していないにもかかわらず、スペンスはモビー・グレイプのメンバーによって長期間サポートされた。彼はヘロインとコカインを大量に摂取した結果、さらに非自発的入院を余儀なくされた。ルイスがこう語っている。
彼は何年もの間、ヘロインに溺れていたから。 サンノゼの死体安置所では足の指にタグがつけられていた。突然立ち上がって、水を一杯くれって言ったんだ。彼はコカインを大量に吸引していたが、何も起こらなかった。斧による殺人の描写をしながら部屋を歩き回るから、私たちは彼をそばに置くことができなかった。だから私たちは彼に自分の小さな場所を与えた。彼はオズワルドという名の小さな白いネズミを飼っていて、コカインも吸引していた。食器も洗わず、グラマースクールの女の子を家に連れ込もうとしていた。本当に悪い奴だった。両親のひとりがついに警察を呼んで、サンタクルスの郡精神衛生病院に連れて行かれた。彼はすぐに行方不明になり、数日後に女性病棟で見つかった。

スペンスは精神疾患、薬物中毒、アルコール中毒のため、音楽業界でのキャリアを維持することができなかった。カリフォルニア州の被後見人として第三者機関の世話になり、晩年はホームレスか一時的な宿泊施設で過ごした。彼はサンノゼとサンタクルーズ周辺に留まった。ルイスは晩年の彼を定期的に訪ねていた。
最後の5年間は、キャピトラのトレーラーに住んでいた。週末は一緒に過ごしたよ。でも、彼は基本的に、ある意味、、、何かを定義することも、感情をコントロールすることもできないような、無力な状態だったんだ。
1994年、サンノゼ市が主催する精神病患者のための音楽プログラムに参加。その2年後の1996年、『X-ファイル』のサウンドトラック『Songs in the Key of X』のために作曲を依頼された。彼が提供した曲は使用されなかったが、ロバート・プラント、トム・ウェイツ、ベックらが参加したトリビュート・アルバム『More Oar: A Tribute to the Skip Spence Album』（1999年）に「Land of the Sun」として収録された。
スペンスがモビー・グレープと最後に共演したのは1996年8月9日、サンタクルーズのパルーカヴィルにおいてだった。彼はグループを率いて1971年の再結成時に演奏した「Sailing」と、1966年にジェファーソン・エアプレインのために書いた「J.P.P. McStep B. Blues」を即興で演奏した。

### 死去
スペンスは1999年4月16日、53歳の誕生日を2日後に控えて肺癌で亡くなった。4人の子供たち、11人の孫たち、異母兄のリッチ・ヤング、妹のシェリー・フェレイラが残された。
彼が亡くなる直前に、トリビュート・アルバム『More Oar: A Tribute to the Skip Spence Album』が病院で彼のために演奏された。
サンタクルーズ郡のソケル墓地に埋葬されている。
彼の死後数週間後、『More Oar: A Tribute to the Skip Spence Album』が発表された。

## 影響
スペンスはオールミュージックのウェブサイトで「サイケデリアの最も明るい光の一人」と評されている。彼がモビー・グレープのファースト・アルバムに書き下ろした 「Omaha」は、2008年に『ローリング・ストーン』誌が選ぶ「史上最高のギター・ソング100曲」のひとつに選ばれている。
2008年6月、スペンスのトリビュート・コンサートがサンタクルーズで開催された。このコンサートには近年モビー・グレープの様々な編成で歌っている息子オマー・スペンスが出演した。父の曲を歌うオマーのバックを務めたのは、元ドゥービー・ブラザーズのデール・オッカーマンとタイラン・ポーターを擁するサンタクルズ・ホワイト・アルバム・アンサンブルで、彼等は過去30年間、モビー・グレープの様々なメンバーと幾つかのバンドで共演してきた。モビー・グレープのオリジナル・メンバーであるドン・スティーヴンソンも出演した。クイックシルバー・メッセンジャー・サービスのキース・グレイヴスがドラムを演奏した。フィナーレではピーター・ルイスがステージに加わった。
2008年10月にもスペンスのトリビュート・コンサートが開催された。
ウィリアム・ギブソンはエッセイ集『Distrust That Particular Flavor』でスペンスに賛辞を送り、その中で彼の仕立て直しのジーンズに感嘆している。

## ディスコグラフィ

### ジェファーソン・エアプレイン
- Jefferson Airplane Takes Off (RCA, 1966)

コンピレーション
- Early Flight (RCA, 1974)
- Jefferson Airplane Loves You (RCA, 1992)

### モビー・グレープ
オリジナル・アルバム
- Moby Grape (Columbia, 1967)
- Wow/Grape Jam (Columbia, 1968)
- Moby Grape '69 (Columbia, 1969)
- 20 Granite Creek (Reprise, 1971)
- Live Grape (Escape, 1978)
- The Place and the Time (Sundazed, 2009)
- Moby Grape Live (Sundazed, 2010)

コンピレーション
- Omaha (Harmony, 1971)
- Great Grape (Columbia, 1972)
- Murder in My Heart (Edsel, 1986)[29]
- Vintage: The Very Best of Moby Grape (Columbia/Legacy, 1993)
- Crosstalk: The Best of Moby Grape (Sony International, 2004)
- Listen My Friends! The Best of Moby Grape (Columbia/Legacy, 2007)

### ソロ

#### スタジオ・アルバム
- Oar (Columbia, 1969), remastered and expanded in 1999 by Sundazed

#### その他
- AndOarAgain (Columbia, 1969), remastered and expanded "Oar" with three discs (Modern Harmonic/Sundazed) (2018)

#### シングル
- "Land of the Sun" (Sundazed, 1999)
- "After Gene Autry" b/w "Motorcycle Irene" (aka Previously Unissued Demo Recordings) (Sundazed, 2009)[30]
- "I Want A Rock & Roll Band" b/w "	I Got A Lot To Say / Mary Jane" (Modern Harmonic/Columbia, 2019)

#### コンピレーション収録
- Psychodelia (MCI, 1994) - "War in Peace"
- Psychodelic Frequencies (Temple, 1996) - "War in Peace"
- L'odyssee Du Rock (Sony Music Media/Sony, 2004) 4XLP - "Cripple Creek"
- Meridian 1970 (Protest, Sorrow, Hobos, Folk and Blues) (Forever Heavenly/EMI, 2005) - "Cripple Creek"
- Woodstock Generation (Sony Music, 2009) MP3 - "War in Peace"
- Pure...Psychedelic Rock (Sony Music), 2010) 4XCD - "War in Peace"
- Come on Back to The War (Mississippi, 2011) cassette - "Margret Tiger Rug"
- The Anniversary of Light (Mississippi, 2013) cassette - "Weighted Down"
- Bobby Gillespie Presents Sunday Mornin' Comin' Down (Ace, 2015) - "War in Peace"
- Institute-A Mixed Tape Made By Institute (Sacred Bones, 2015) ltd. edition cassette - "Cripple Creek"
- Between the Music Vol. One (End of the Road, 2022) 2XLP - "Cripple Creek"
- Music For The Stars (Celestial Music 1960-1979) (Two Piers, 2022) 2XLP/CD - "Broken Heart"
- Who Has Seen The Wind (Mississippi) cassette - "Broken Heart"

## トリビュート・アルバム
- More Oar: A Tribute to the Skip Spence Album (Birdman, 1999)